# Volvo S70
De Volvo S70 is een auto geproduceerd door de automobielfabrikant Volvo. Dit model was het 'zusje' van de V70 Classic.
De S70 was in feite een verbeterde 850 Sedan. De S70 werd ook geleverd als S70 R met de motor uit de 850 R, die 250 pk heeft. De S70 was drie jaar in ongewijzigde vorm in productie tot in 2000 het doek viel. Een nieuwe S70 kwam er niet, maar wel een indirecte opvolger in de vorm van de S60, een auto die gebaseerd is op de Volvo V70, maar die iets kleiner was, waarschijnlijk om het gat tussen de S40 en de S80 op te vullen. Ook was er een model met AWD en de 2.4 lagedrukturbomotor van de V70 GLT leverbaar.
Hoewel de V70 volgens velen een meer karakteristiek uiterlijk heeft, is de S70 vanwege de sedanvorm stiller (minder geluid van de achterste wielkasten) en daardoor comfortabeler op lange snelle ritten.
Huidige modellen:
EC40 · 
EX30 · 
S60-V60 · 
S90-V90 · 
XC40 · 
XC60 · 
XC90 · 
EX90
Modellen geïntroduceerd na 1965:
100-serie · 
164 · 
200-serie · 
262C · 
66 ·
300-serie · 
400-serie ·
480 ·
700-serie · 
850 · 
900-serie · 
C30 · 
C70 · 
S40 · 
S70 · 
S80 · 
V40 ·
V40 Classic ·
V50 · 
V70-XC70
Modellen geïntroduceerd voor 1965:
ÖV4 · 
PV4 · 
PV650-serie ·
TR670-serie ·
PV36 ·
PV800-serie ·
PV50-serie · 
PV444 ·
PV60 ·
Duett ·
P1900 ·
Amazon · 
PV544 ·
P1800
Conceptauto's:
Philip ·
VESC ·
ECC ·
YCC ·
ReCharge ·
Concept You